# 鼠尾草
鼠尾草（学名：Salvia japonica），又名日本紫花鼠尾草，古称𦳲。为唇形科鼠尾草属下的一个种。原产浙江、安徽、江苏、江西、湖南，福建、广东、广西以及台湾和日本。

## 变型
该种之下有三个变型：
- 原变型（f. japonica）；
- 绵毛变型（f. lanuginosa），生长于江西。
- 翅柄变型（f. alatopinnata），生长于浙江南部。

## 扩展阅读
[在维基数据编辑]
 《植物名實圖考·鼠尾草》，出自吳其濬《植物名實圖考》
- 維基物種上的相關：日本紫花鼠尾草